# Mary and George
Mary and George est une mini-série dramatique historique britannique créée par D. C. Moore (en) et mise en ligne le 5 mars 2024 sur Sky Atlantic (en) au Royaume-Uni, et à la télévision aux États-Unis depuis le 5 avril 2024 et Starz.
Il s'agit de l'adaptation du roman The King's Assassin de l'auteur et journaliste britannique Benjamin Woolley (en), basé sur la liaison entre Jacques VI et Ier et George Villiers, 1er duc de Buckingham.
En France, elle est diffusée à partir du 3 juin 2024 sur Canal+.

## Synopsis
Au début du XVIIe siècle, l'ambitieuse veuve Mary Villiers envoie son fils plein de potentiel George pour parfaire son éducation en France.  À son retour en Angleterre, on s'arrange afin qu'il puisse être remarqué par le roi Jacques 1er et être admis à la cour.  De là, la compétition -pour l'attention du roi (favori), l'obtention de privilèges et le pouvoir d'influence- devient dangereuse pour ceux et celles qui s'y risquent.

## Distribution

### Acteurs principaux
- Julianne Moore (VF : Ivana Coppola) : Mary Villiers, comtesse de Buckingham.
- Nicholas Galitzine (VF : Aurélien Raynal) : George Villiers, 1er duc de Buckingham.
- Tony Curran (VF : Bruno Magne) : Jacques VI et Ier, roi d'Écosse.
- Laurie Davidson (VF : Jim Redler) : Robert Carr, 1er comte de Somerset.
- Nicola Walker (VF : Françoise Cadol) : Elizabeth Hatton (en)
- Niamh Algar (VF : Elisabeth Ventura) : Sandie Brookes
- Trine Dyrholm (VF : Annie Le Youdec) : Anne de Danemark, reine et épouse du roi Jacques.
- Sean Gilder (VF : Patrick Bonnel) : Sir Thomas Compton
- Adrian Rawlins (VF : Vincent Violette) : Edward Coke
- Mark O'Halloran (en) (VF : Bernard Gabay) : Francis Bacon
- Pearl Chanda (en) (VF : Julie Mouchel) : Frances Carr (en), comtesse de Somerset.
- Simon Russell Beale (VF : Paul Borne) : Sir George Villiers (en)
- Samuel Blenkin (VF : Benjamin Bollen) : Charles Ier, roi d'Angleterre.
- Amelia Gething (en) (VF : Sophie Ouaknine) : Frances Coke, vicomtesse de Purbeck.
- Kate Fleetwood : Cunning Mary
- Mirren Mack (en) (VF : Charlotte Hervieux) : Katherine Villiers (en), duchesse de Buckingham.
- Unax Ugalde (VF : Benjamin Penamaria) : Diego Sarmiento de Acuña (en), comte de Gondomar.
- Joseph Mawle (VF : Boris Rehlinger) : Sir Walter Raleigh

### Acteurs secondaires
- Jacob McCarthy (VF : Gabriel Bismuth-Bienaimé) : Christopher Villiers, 1er comte d'Anglesey.
- Tom Victor : John Villiers, 1er vicomte Purbeck.
- Alice Grant : Susan Feilding, comtesse de Denbigh.
- Rina Mahoney (VF : Nayéli Forest) : Laura Ashcattle
- Emily Fairn (en) : Jenny
- Lydia Fleming : Anne Turner (en)
- Angus Wright (VF : Yann Guillemot) : Sir David Graham

### Invités
- David Weiss (VF : Cédric Ingard) : Christian IV, roi du Danemark.
- Khalil Ben Gharbia (VF : lui-même) : Jean
- Matt Barkley (VF : Rémi Caillebot) : Robert Devereux, 3e comte d'Essex.
- Simon Winkler : Francis Manners, 6e comte de Rutland.
- Àlex Brendemühl (VF : Mathieu Lagarrigue) : Olivares
- Robert Lonsdale (en) (VF : Julien Allouf) : John Felton

 Source et légende : version française (VF) sur RS Doublage et cartons du doublage français.

## Épisodes
1 The Second Son
En 1612, le jeune maître George Villiers vit à la maison avec sa mère Mary, ses frères et sœurs et son père malade et violent. Il tente à moitié de se suicider après que sa mère a commencé à élaborer une stratégie de mariage pour lui, car il est amoureux de l'une des servantes, Jenny. Au cours d'une bagarre, Mary pousse son mari, George Sr., dans les escaliers et il meurt par la suite. Lorsque le comptable de la famille explique à Mary que son défunt mari ne leur a pas laissé d'argent ou de succession, elle épouse rapidement Sir Thomas Compton, en particulier pour obtenir des fonds pour George, qui est finalement envoyé en France pour poursuivre ses études en français, en politique de classe et de justice. Là, George apprend des aristocrates locaux comment se comporter comme un royal, et il est enfin capable de se livrer à ses désirs de même sexe. Le roi James visite la maison de Sir Thomas et Mary, où elle le rencontre, son amant, le comte de Somerset, et son seul assistant anglais, Sir David Graham. Mary se lie avec Sir David, qui n'aime pas les Écossais et veut voir plus d'influence anglaise au Palais. George revient de France et Marie organise pour lui de servir le dîner au roi, mais pendant le service, il est délibérément trébuché par un collègue serveur. George bat l'homme dans la salle à manger, enrassant le comte de Somerset, mais remportant l'avis du roi James.

2 The Hunt
Mary demande à George de dissimuler l'étranglement de John de l'un des chiens de compagnie du serviteur, mais il n'est pas convaincant. Mary et George continuent de se vancer pour les attentions du roi James tout en élaborant une stratégie pour John avec la fille de Sir Edward Coke, Frances, tous deux avec peu de succès. Mary élabore un plan avec Sir David et la reine Anne, qui méprisent le comte de Somerset, pour mettre George au premier plan à la cour du roi. Bien que George soit fait chevalier et rejoigne les hommes préférés du roi, le comte de Somerset sent les plans pour l'évincer et avertit George de se méfier. Mary commence à rendre visite à une prostituée locale, Sandie, avec un passé secret. Lors d'une chasse avec le roi et ses hommes, George est poussé de son cheval par le comte de Somerset, mais survit, sauvé par le roi James. À la fin de la chasse, le roi excuse le comte de Somerset et fait tuer George le cerf blessé. Cette nuit-là, George et King James consumèrent leur relation. Mary et Sandie empoisonnent et tuent Sir David, qui avait appris l'identité falsifiée de Marie.

3 Not So Much as Love as by Awe
Lors de son premier jour à la cour, Mary tente de confronter King James au sujet des mauvais traitements continus de George par la chambre à coucher, mais elle provoque une scène et est excusée. La reine Anne confronte Mary à propos de la présence inébranlable du comte de Somerset, maintenant une double nuisance due à sa détestable femme. George est approché par Sir Francis Bacon, qui cherche un allié. Après avoir rencontré le comte d'Essex, l'ex-mari "maudit" de la comtesse Somerset, Mary apprend qu'un complot de meurtre contre Thomas Overbury promulgué par les Somersets et transmet les preuves à Sir Edward. George tente de se défendre, mais est frappé par la variole. L'amant de Mary, Sandie, reste proche et continue d'aider ses plans. Au milieu de l'enquête sur le complot du meurtre, le comte de Somerset rend visite à un George malade et professe son amour pour tenter de négocier un pardon. Les deux ont des relations sexuelles avec George après avoir révélé qu'il espère voir le comte pendre. Les Somerset sont reconnus coupables et condamnés à mort, et le roi s'excuse auprès de Mary pour ne pas avoir pris ses préoccupations précédentes au sérieux. George et le roi James sont réunis.

4 The Wolf and the Lamb
1617. Après une nuit ensemble, George subit une morsure brutale sur son bras de la part de King James, dont les sautes d'humeur se poursuivent. Dans un comportement encore plus bizarre, John, qui ne sait pas nager, entre dans un lac et a failli se noyer. Le roi James voyage avec ses hommes à Édimbourg et nomme Sir Francis comme gardien du sceau en son absence. Dans le but d'obtenir le mariage entre John et Frances, toujours agressivement rejeté par Lady Hatton, Mary et Sir Edward ont fait enlever Frances par Sandie. Au manoir de Sir Thomas et Mary, Sandie voit John poignarder Jenny à plusieurs reprises, la dérangeant. Le nouvel amant de George, Peter Carr, cousin du comte de Somerset, continue de provoquer une fracture entre lui et le roi. Lorsque le roi renvoie George, lui et Pierre visitent le château éloigné de Ruthven, où Pierre raconte à George le premier amour du roi, le défunt Lord Lennox. Lors d'une tentative de piégeage et d'assassinat de George pour se venger de la chute des Somerset, Peter est abattu par Kit. Le roi James et George se réconcilient. Le roi révèle que le véritable but du voyage vers le nord était de récupérer le cœur embaumé de Lord Lennox, et les deux l'enterrent dans un nouvel endroit secret. Un John en spirale et Frances misérablement malheureuse sont finalement mariés, et Mary promet de trouver une femme à George.

5 The Golden City
Alors que Mary prend plus de pouvoir, son mariage avec Sir Thomas s'effondre. Diego, comte de Gondomar, arrive pour raconter au roi James une attaque des Anglais, dirigée par Sir Walter Raleigh, sur les Espagnols en Guyane, défiant un traité de paix permanent. George, s'insérant dans les affaires politiques du roi, est invité à siéger au Conseil privé, mais dépasse ses limites lors de sa rencontre avec Raleigh, croyant naïvement à ses histoires sympathiques de guerre et d'or à la recherche d'El Dorado. Avec la reine Anne malade, l'amertume du prince Charles se complique. Sir Francis révèle à George que Mary et Sandie ont assassiné Sir David. Alors que le roi James tente de jongler avec la faveur de son peuple et la paix avec l'Espagne, le public se retourne contre lui pour ne pas avoir salué Raleigh comme un héros national. Sir Francis et Diego prouvent à George que Raleigh est un belcher passionné par le conflit entre l'Angleterre et l'Espagne, en espérant que George puisse influencer le roi pour l'arrêter. Mary tente d'arranger le mariage entre George et la riche Katherine, et, bien qu'il refuse d'abord, confiant dans une relation de longue date avec le roi, Katherine le convainc qu'elle ne se tiendra pas sur son chemin et les deux dorment ensemble. Sandie aide Frances, qui a eu une liaison, dans un avortement et confronte Mary au fait de refuser d'admettre la folie de John. John est mis dans un asile. George se présente face aux dures réalités de son influence lorsque le roi James ordonne à Raleigh d'être exécuté. Mary se rend compte qu'elle perd le pouvoir sur George.

6 The Queen Is Dead
À la suite de l'exécution de Raleigh, la révolte anglaise. La reine Anne meurt, mais le palais est trop endetté pour financer ses funérailles nationales. George sympathise avec le prince Charles amer et en deuil, et les deux s'efforcent de sortir le roi de son indulgence et de reconnaître les graves problèmes qui se posent. Le roi Jacques accepte finalement d'ouvrir le Parlement pour la première fois en six ans pour plaider en faveur d'une augmentation des impôts et du maintien de la paix avec l'Espagne. Sandie, qui avait prévenu Mary des intrigues de Sir Francis, est emprisonnée pour le meurtre de Sir David. Le roi pleure la reine Anne mais admet qu'il ne l'aimait pas et ne peut pas être sûr des déclarations d'amour continues de George à son égard, car l'amour est inconstant. Sir Edward démissionne du Conseil privé pour diriger les commissions parlementaires sur la menace espagnole et la corruption intérieure. Mary le supplie de libérer Sandie, mais il jure de voir Sandie pendre pour se venger des souffrances de Frances. Le roi James se retire dans ses indulgences au milieu du chaos politique. Sir Edward cherche à arrêter George et Kit au nom de ses comités, alors les deux fuient vers Mary pour obtenir des conseils et elle accepte de les aider en échange d'une grâce pour Sandie. Pour éviter de tomber dans le lot, George convainc Diego de l'aider à accuser Sir Francis de trahison ; en échange, George tentera d'organiser des perspectives entre le prince Charles et l'infante espagnole, afin d'assurer la paix. Kit assassine le plus grand allié de Sir Francis, Wearstrap. Katherine donne naissance à une fille. Sir Francis Bacon est reconnu coupable de trahison, déchu de tous titres et banni. Croyant que Mary était au cœur de sa trahison, il fait assassiner Sandie avec la permission de George.

7 War
Lorsque Mary traque Sir Francis afin de venger Sandie, il révèle que George a donné sa bénédiction au meurtre. En Espagne, le prince Charles est présenté devant l'infanta et George philanders. À la suite de revers, George n'a finalement pas réussi à soudoyer le négociateur en chef de l'Espagne pour obtenir de nouvelles pourparlers de mariage et, humilié, jure de se venger. Sur ordre du médecin, le roi James se rend à la campagne pour se reposer. Mary le rejoint stratégiquement, faisant appel à sa solitude. George et le prince Charles reviennent d'Espagne. Bien que le roi soit d'abord déçu et méprisant envers eux deux, George l'amène dans la forêt et ils font l'amour. Une fois de plus un front uni, George influence le roi James pour lui permettre de s'adresser au Parlement afin de renforcer les relations espagnoles. Là, avec le soutien de Sir Edward, il encourage la guerre à part entière. Le roi James, qui est engagé dans la paix, est choqué d'apprendre la trahison de George de la part de Mary et met le feu à la forêt. Lorsque George arrive, le roi juge leur histoire d'amour comme une luxure d'un vieux imbécile, dépouille George de ses titres et condamne George à pendre pour trahison au choc de George et de Mary. Il s'effondre ensuite, et George et Mary le ramènent au domaine de campagne, où George l'étouffe à mort pour qu'il ne puisse pas transmettre ses ordres au prince Charles. Dans les années suivantes, Charles est couronné et Katherine donne naissance à un fils. En 1628, alors qu'il était en guerre avec la France, George est poignardé à mort par John Felton, qui est aigri par son mépris pour la vie humaine et la paix.